# ولسوالی قره‌باغ، ولایت کابل
قره‌باغ یکی از ولسوالی‌های ولایت کابل در خاور افغانستان است با جمعیت نزدیک به ۱۸۰٬۰۰۰ نفر. بیشتر باشندگان این ولسوالی را تاجیک‌ها و پشتون‌ها تشکیل می‌دهند. مرکز این ولسوالی قره‌باغ که در قسمت غربی ولسوالی می‌باشد. ولسوالی قره‌باغ در ۵۰ کیلومتری شمال شهر کابل در افغانستان و ۲۰ کیلومتری جنوب شرقی میدان هوایی بگرام، در مسیر بین کابل و ولایت پروان قرار دارد.
ولسوالی قره‌باغ از شمال با ولسوالی‌های گلدره و استالف، از جنوب و شرق با ولایت پروان و از جنوب با ولسوالی‌های ده‌سبز و کلکان همسایه است. مقر آن شهر قره‌باغ است  کل ولسوالی متحمل خسارات شدید شده است. تمامی زیرساخت‌های کشاورزی، بهداشت و آموزش در طول جنگ‌ها ویران شد. بسیاری از مردم از ولسوالی گریختند. این ولسوالی ۹ درصد کشمش تولید شده در افغانستان را تولید می‌کند که بیشتر باشندگان آن صاحب تاکستان‌های بزرگ هستند.